# Јурај Амшел
Јурај Амшел (Загреб, 17. децембар 1924 — Загреб, 7. август 1988) био је југословенски ватерполиста.

## Спортска биографија
Рођен је 17. децембра 1924. године у Загребу. Потиче из угледне породице, његов отац Ђуро био је један од оснивача Спортског друштва Конкордија, а мајка Иванка је била активни члан друштва. Спортску каријеру је започео 1938. године у ватерполској секцији ХАШК. Од 1945. на традицији овог клуба се оснива клуб под именом Младост. Прикључио се одмах првом тиму, постаје први голман клуба за који наступа све до 1959. године и краја играчке каријере. Са клубом није освојио ниједан трофеј.
Играо је за репрезентацију Југославије на три олимпијаде 1948, 1952 и 1956. године. Највећи успех му је освајање две сребрне медаље на Олимпијским играма у Хелсинкију 1952. и Мелбурну 1956. године. Са репрезентацијом је још освојио бронзу на Европском првенству 1950. године у Бечу и сребро у Торину четири године касније.
Након завршетка играчке каријере, тренирао је први тим Младости. Под његовим водством Младост је освојила три пута Зимско првенство Југославије 1960, 1961 и 1962. Био је тренер ВК Медвешћак од 1968. до 1970. године.
Паралелно са играчком каријером, Амшел је завршио и Медицински факултет у Загребу, са специјализацијом из опште праксе. Радио је као лекар и био шеф здравствене службе Дома здравља Медвешћак. Преминуо је у Загребу 7. августа 1988. године и сахрањен је на гробљу Мирогој.